# 不発行切手
不発行切手（ふはっこうきって）とは、郵政当局によって切手の発行が計画・準備が行われながら実際には郵便局の窓口から販売されなかった切手である。

## 概要
過去には、なんらかの事情で郵便局から発行されなかった切手も数多く存在する。企画段階で中止になった場合には試作品しか存在しないが、実際に印刷され、あとは郵便局で販売される段階で発行中止になった場合には現物が存在する。発行中止になった切手の多くは廃棄処分になるが、それを免れ切手収集家が入手する場合がある。これらの実際には郵便切手として発売されていない切手のことを不発行切手という。
不発行切手が外部に流出するのは、印刷工場や切手倉庫から盗難された場合のほか、関係者が誤って流出させたり、一部の者に配布されたのが市場で取引される場合や、払下げられた場合など数多くのルートがある。なかには郵便局が上層部からの発行中止指示を知らず誤って発行した場合もある。

## 具体例
日本の不発行切手として有名なものに昭和天皇の皇太子時代の御成婚記念切手がある。この切手は製造されたものの関東大震災で印刷工場とともに大半が焼失し、発行が中止された。南洋諸島（国際連盟日本委任統治領、現在のマーシャル諸島など）を管轄していた南洋庁に発送済みの一部だけが残されていたため、御成婚の際に贈答用として約1000組が関係者に配布された。そのため、僅かではあるが現存しており、高額な値段で取引されている。